# Lohe (Lippstadt)
Lohe ist ein Ortsteil der Stadt Lippstadt im nordrhein-westfälischen Kreis Soest. 
Der Ort liegt westlich der Kernstadt Lippstadt an den Kreisstraßen K 40 und K 42. Die Landesstraße L 848 verläuft östlich. Südwestlich erstreckt sich das 53,58 ha große Naturschutzgebiet Woeste.

## Sehenswürdigkeiten
In der Liste der Baudenkmäler in Lippstadt sind für Lohe zwei Baudenkmäler aufgeführt:
- die St.-Hubertus-Kapelle
- ein Bildstock in der Loher Straße